# Antonio Angulo
Angulo  Sampedro est un nom espagnol. Le premier nom de famille, en général paternel, est Angulo ; le second, en général maternel, souvent omis, est Sampedro.
Antonio Angulo Sampedro (né le 18 août 1992 à El Llano (es) en Cantabrie) est un coureur cycliste espagnol, membre de l'équipe Burgos Burpellet BH.

## Biographie
Entre 2011 et 2014, Antonio Angulo brille principalement dans le calendrier amateur basque. Il remporte ensuite la Coupe d'Espagne de cyclisme en 2015 et 2016.
En juin 2015, il rejoint la formation israelienne Cycling Academy,. Il réalise sa meilleure performance sur la Korona Kocich Gór, course disputée sur le territoire polonais, en prenant la cinquième place. Il n'est cependant pas conservé par son équipe en fin d'année.
En 2017, il signe au Portugal avec l'équipe continentale LA Alumínios-Metalusa. Au mois d'avril, il remporte une étape puis le classement général de la Volta à Bairrada, manche de la Coupe du Portugal. Il redescend toutefois chez les amateurs en 2018 au CC Rías Baixas, en Galice. Bon puncheur, il s'impose à cinq reprises et obtient diverses places d'honneur. Il repasse finalement professionnel en 2019 au sein de la formation Efapel.
En aout 2020, il termine dixième du Tour du Limousin-Nouvelle-Aquitaine.

## Palmarès
- 2011
  - Insalus Saria
- 2012
  - 3e du Circuito de Pascuas
- 2013
  - Mémorial José María Anza
  - Xanisteban Saria
  - Mémorial Oier Elorriaga
  - 2e de l'Andra Mari Sari Nagusia
  - 3e du Gran Premio San José
  - 3e du Grand Prix Kutxabank
- 2014
  - Circuit d'Escalante
  - 2e de l'Andra Mari Sari Nagusia
  - 3e du Gran Premio San José
- 2015
  - Champion de Cantabrie sur route
  - Coupe d'Espagne de cyclisme
  - Circuito Guadiana
  - 2e du Trophée Iberdrola
  - 3e du Mémorial Pascual Momparler
- 2016
  - Coupe d'Espagne de cyclisme
  - Gran Premio San José
  - Classique Xavier Tondo
  - Mémorial Pascual Momparler
  - 3e étape du Tour de La Corogne
  - Trofeo San Antonio
  - 3e et 4e étapes du Tour de León
  - 3e étape du Tour de Cantabrie
  - 2e étape du Tour de Lleida
  - 2e du Grand Prix Macario
  - 2e de la Santikutz Klasika
  - 2e de la Klasika Lemoiz
  - 2e du Circuito Aiala
  - 3e du Tour de La Corogne
  - 3e du Tour de Tolède
  - 3e du Laudio Saria
- 2017
  - Tour de Barraida :
    - Classement général
    - 2e étape
- 2018
  - 2e étape du Tour d'Alicante
  - 1re étape du Tour de La Corogne
  - Prologue du Tour de Cantabrie
  - Gran Premio San Gregorio
  - 2e étape du Tour de Galice
  - 2e du Mémorial Santisteban
  - 2e du Tour de Cantabrie
  - 3e du Tour de Guadalentín
- 2019
  - Mémorial Bruno Neves
  - 3e étape du Grand Prix Abimota
  - 2e du Grand Prix Abimota
- 2023
  - 1re étape (a) du Grand Prix Beiras et Serra da Estrela (contre-la-montre par équipes)

## Classements mondiaux
| Année                                 | 2015 | 2016  | 2017  | 2018 | 2019  | 2020 | 2021 | 2022  | 2023  | 2024  |
| ------------------------------------- | ---- | ----- | ----- | ---- | ----- | ---- | ---- | ----- | ----- | ----- |
| Classement mondial                    |      | 2550e | 2515e | nc   | 1363e | 875e | 710e | 1211e | 2143e | 1234e |
| UCI Europe Tour                       | 818e | 1712e | 1631e | nc   | 933e  | 695e | 556e | 848e  | nc    | nc    |
|                                       |      |       |       |      |       |      |      |       |       |       |
| Légende : nc = non classéSource : UCI |      |       |       |      |       |      |      |       |       |       |